# Плюшар Адольф Олександрович
Плюшар Адольф Олександрович (фр. Adolphe Pluchart; 1806, Санкт-Петербург — 23 березня [4 квітня] 1865, там же) — російський видавець XIX століття.
Перший видавець «Ревізора» (1836), перекладу «Фауста» (1838) і першої російської, що залишилася незавершеною, енциклопедії «Енциклопедичний лексикон» (1835—1841), що зібрала значний колектив авторів.
Старший брат художника Ежена Плюшара (1809 — бл. 1880).